# The Rolling Stones No. 2
A The Rolling Stones No. 2 a The Rolling Stones együttes második stúdióalbuma, amely 1965. január 15-én jelent meg. Az album Amerikában nem jelent meg, a lemezen hallható dalok többsége az ottani kiadású 12 X 5 albumon hallható.
Az albumon mindössze három saját szerzemény (What a Shame, Grown Up Wrong és Off the Hook) található, az összes többi dal feldolgozás olyan más előadóktól, mint például Chuck Berry, Muddy Waters vagy mint a The Drifters.
Az album 10 hétig vezette az Egyesült Királyság lemezlistáját.

## Az album dalai

### Első oldal
1. Everybody Needs Somebody to Love – 4.59 (Bert Russell/Solomon Burke/Jerry Wexler)
2. Down Home Girl – 4.11 (Jerry Leiber/Arthur Butler)
3. You Can’t Catch Me – 3.34 (Chuck Berry)
4. Time Is on My Side – 2.54 (Norman Meade)
5. What a shame – 3.02 (Mick Jagger/Keith Richards)
6. Grown Up Wrong – 2.03 (Jagger/Richards)

### Második oldal
1. Down the Road Apiece – 2.52 (Don Raye)
2. Under the Boardwalk – 2.42 (Arthur Resnick/Kenny Young)
3. I Can’t Be Satisfied – 3.22 (Muddy Waters)
4. Pain in My Heart – 2.08 (Naomi Neville)
5. Off the Hook – 2.32 (Jagger/Richards)
6. Suzie Q – 1.48 (Dale Hawkins/Stan Lewis/Eleanor Broadwater)

## Közreműködött
Együttes
- Mick Jagger – ének, szájharmonika, csörgődob
- Keith Richards – elektromos gitár, háttérvokál, akusztikus gitár
- Brian Jones – elektromos gitár, ütőhangszerek, háttérvokál
- Bill Wyman – basszusgitár, háttérvokál
- Charlie Watts – dob, ütőhangszerek

Vendégzenészek
- Jack Nitzsche – zongora
- Ian Stewart – zongora, orgona

## Helyezések
| Year | Chart                     | Position |
| ---- | ------------------------- | -------- |
| 1965 | UK Top 40 Albums          | 1        |
| 1965 | French SNEP Albums Charts | 44       |